# Potemkinove vasi
Potemkinove vasi ali Potemkinova vas je idiom osnovan na zgodovinskem mitu.
Idiom pomeni, da gre pri stvari omenjeni v povezavi z njim za kuliso oziroma lažno, olepšano prikazovanje realnosti.
Mit pravi, da je ruski guverner in feldmaršal Grigorij Aleksandrovič Potemkin dal na opustošenih ozemljih ob bregovih reke Dneper (Krim, Ukrajina), ki jih je pravkar osvojil, postaviti kulise vasi med obiskom carice Katarine Velike, da bi s tem v njenih očeh dvignil pomen novoosvojenih ozemelj.